# Эрзиген
Э́рзиген (нем. Ersigen) — коммуна в Швейцарии, в кантоне Берн, входит в состав округа Бургдорф. Численность населения, по статистическим данным 2014 года, составляет 1671 человек.

## Общие сведения
Первое упоминание о поселении относится к 1112 году.